# Emile Defay
Emile Defay (Gent, 14 november 1891 - aldaar, 4 maart 1978) was een Belgisch industrieel.

## Levensloop
Defay was een zoon van een liberaal gemeenteraadslid en meststoffenfabrikant uit Sint-Amandsberg. Na ingenieursstudies in Brussel nam hij het familiebedrijf over, en maakte al snel fortuin.
Hij engageerde zich in het openbaar onderwijs, onder meer als patrimoniumbeheerder van het Instituut van Gent.
Bij zijn overlijden in 1978 kwam zijn vermogen - goed voor ruim 6 miljoen euro - terecht in een Fonds Defay, dat op vandaag wordt aangewend door de Université libre de Bruxelles als aankoopkrediet voor wetenschappelijke uitrusting.